# Zápas na Letních olympijských hrách 1984 – muži, volný styl do 62 kg
Zápas ve volném stylu ve váhové kategorii do 62 kg probíhal na Letních olympijských hrách 1984 v Anaheimském Convention Center. O medaile se utkalo celkem 16 zápasníků.

## Turnajové výsledky
Zápasníci jsou rozděleni do dvou skupin. Je aplikován systém na dvě porážky.
Legenda
- TF — Lopatkové vítězství
- ST — Vítězství na technickou převahu, 12 bodů rozdíl
- PP — Vítězství na body, 1-7 bodů rozdíl, poražený s body
- PO — Vítězství na body, 1-7 bodů rozdíl, poražený bez bodů
- SP — Vítězství na body, 8-11 bodů rozdíl, poražený s body
- SO — Vítězství na body, 8-11 bodů rozdíl, poražený bez bodů
- P0 — Vítězství pro pasivitu, protivník bez bodů
- P1 — Vítězství pro pasivitu, vedoucí 1-7 bodů
- PS — Vítězství pro pasivitu, vedoucí 8-11 bodů
- DC — Vítězství z rozhodnutí, skóre 0-0
- PA — Vítězství pro soupeřovo zranění
- DQ — Vítězství pro soupeřovu diskvalifikaci
- DNA — Nenastoupil
- L — Porážky
- ER — Kolo vyřazení
- CP — Klasifikační body
- TP — Technické body

### Skupiny

#### Skupina A
| L      |                       | CP        | TP     |                       | L      |        |
| Kolo 1 | Kolo 1                | Kolo 1    | Kolo 1 | Kolo 1                | Kolo 1 | Kolo 1 |
| ------ | --------------------- | --------- | ------ | --------------------- | ------ | ------ |
| 0      | Selman Kaygusuz (TUR) | 3-1 PP    | 6-5    | Martin Herbster (FRG) | 1      |        |
| 0      | I Čong-kun (KOR)      | 4-0 TF    | 0:55   | José Inagaki (PER)    | 1      |        |
| 0      | Carmelo Flores (PUR)  | 4-0 TF    | 2:48   | Pascal Segning (CMR)  | 1      |        |
| 0      | Kósei Akaiši (JPN)    | 3-1 PP    | 7-4    | Bob Robinson (CAN)    | 1      |        |
| Kolo 2 |                       |           |        |                       |        |        |
| 1      | Selman Kaygusuz (TUR) | .5-3.5 SP | 1-10   | I Čong-kun (KOR)      | 0      |        |
| 1      | Martin Herbster (FRG) | 4-0 TF    | 1:22   | José Inagaki (PER)    | 2      |        |
| 1      | Carmelo Flores (PUR)  | 0-4 TF    | 1:40   | Kósei Akaiši (JPN)    | 0      |        |
| 2      | Pascal Segning (CMR)  | 0-4 ST    | 0-13   | Bob Robinson (CAN)    | 1      |        |
| Kolo 3 |                       |           |        |                       |        |        |
| 1      | Selman Kaygusuz (TUR) | 4-0 ST    | 13-0   | Carmelo Flores (PUR)  | 2      |        |
| 1      | Martin Herbster (FRG) | 3-1 PP    | 8-1    | Kósei Akaiši (JPN)    | 1      |        |
| 0      | I Čong-kun (KOR)      | 3-1 PP    | 10-9   | Bob Robinson (CAN)    | 2      |        |
| Kolo 4 |                       |           |        |                       |        |        |
| 2      | Selman Kaygusuz (TUR) | 0-4 ST    | 0-12   | Kósei Akaiši (JPN)    | 1      |        |
| 2      | Martin Herbster (FRG) | 0-4 TF    | 2:30   | I Čong-kun (KOR)      | 0      |        |
| Finále |                       |           |        |                       |        |        |
|        | I Čong-kun (KOR)      | 0-3 PO    | 0-7    | Kósei Akaiši (JPN)    |        |        |

| Zápasník              | L | ER | CP   | Finále |
| --------------------- | - | -- | ---- | ------ |
| Kósei Akaiši (JPN)    | 1 | -  | 12   | 3      |
| I Čong-kun (KOR)      | 0 | -  | 14.5 | 0      |
| Martin Herbster (FRG) | 2 | 4  | 8    |        |
| Selman Kaygusuz (TUR) | 2 | 4  | 7.5  |        |
| Bob Robinson (CAN)    | 2 | 3  | 6    |        |
| Carmelo Flores (PUR)  | 2 | 3  | 4    |        |
| Pascal Segning (CMR)  | 2 | 2  | 0    |        |
| José Inagaki (PER)    | 2 | 2  | 0    |        |

#### Skupina B
| L      |                        | CP        | TP     |                        | L      |        |
| Kolo 1 | Kolo 1                 | Kolo 1    | Kolo 1 | Kolo 1                 | Kolo 1 | Kolo 1 |
| ------ | ---------------------- | --------- | ------ | ---------------------- | ------ | ------ |
| 0      | Gérard Santoro (FRA)   | 3.5-.5 SP | 9-1    | Daniel Navarrete (ARG) | 1      |        |
| 1      | Leonardo Camacho (BOL) | 0-4 ST    | 0-12   | Antonio La Bruna (ITA) | 0      |        |
| 1      | Mark Dunbar (GBR)      | 0-4 ST    | 0-12   | Randall Lewis (USA)    | 0      |        |
| 1      | Gian Singh (IND)       | 1-3 PP    | 2-6    | Cris Brown (AUS)       | 0      |        |
| Kolo 2 |                        |           |        |                        |        |        |
| 0      | Gérard Santoro (FRA)   | 3.5-.5 SP | 10-2   | Leonardo Camacho (BOL) | 2      |        |
| 2      | Daniel Navarrete (ARG) | 0-4 ST    | 0-13   | Antonio La Bruna (ITA) | 0      |        |
| 2      | Mark Dunbar (GBR)      | 1-3 PP    | 5-6    | Gian Singh (IND)       | 1      |        |
| 0      | Randall Lewis (USA)    | 4-0 ST    | 13-1   | Cris Brown (AUS)       | 1      |        |
| Kolo 3 |                        |           |        |                        |        |        |
| 1      | Gérard Santoro (FRA)   | 0-3 PO    | 0-5    | Antonio La Bruna (ITA) | 0      |        |
| 0      | Randall Lewis (USA)    | 4-0 ST    | 12-0   | Gian Singh (IND)       | 2      |        |
| 1      | Cris Brown (AUS)       |           |        | Bye                    |        |        |
| Kolo 4 |                        |           |        |                        |        |        |
| 1      | Cris Brown (AUS)       | 3.5-0 SO  | 8-0    | Gérard Santoro (FRA)   | 2      |        |
| 1      | Antonio La Bruna (ITA) | 0-4 ST    | 3-15   | Randall Lewis (USA)    | 0      |        |
| Finále |                        |           |        |                        |        |        |
|        | Randall Lewis (USA)    | 4-0 ST    | 13-1   | Cris Brown (AUS)       |        |        |
|        | Antonio La Bruna (ITA) | 0-4 ST    | 3-15   | Randall Lewis (USA)    |        |        |
|        | Cris Brown (AUS)       | 3-1 PP    | 4-3    | Antonio La Bruna (ITA) |        |        |

| Zápasník               | L | ER | CP  | Finále |
| ---------------------- | - | -- | --- | ------ |
| Randall Lewis (USA)    | 0 | -  | 16  | 8      |
| Cris Brown (AUS)       | 1 | -  | 6.5 | 3      |
| Antonio La Bruna (ITA) | 1 | -  | 11  | 1      |
| Gérard Santoro (FRA)   | 2 | 4  | 7   |        |
| Gian Singh (IND)       | 2 | 3  | 4   |        |
| Mark Dunbar (GBR)      | 2 | 2  | 1   |        |
| Leonardo Camacho (BOL) | 2 | 2  | 0.5 |        |
| Daniel Navarrete (ARG) | 2 | 2  | 0.5 |        |

### Finále
|                       | CP               | TP               |                        |                  |
| Zápas o 5. místo      | Zápas o 5. místo | Zápas o 5. místo | Zápas o 5. místo       | Zápas o 5. místo |
| --------------------- | ---------------- | ---------------- | ---------------------- | ---------------- |
| Martin Herbster (FRG) | 3-1 PP           | 11-4             | Antonio La Bruna (ITA) |                  |
| Zápas o bronz         |                  |                  |                        |                  |
| I Čong-kun (KOR)      | 3-1 PP           | 11-6             | Cris Brown (AUS)       |                  |
| Finálový zápas        |                  |                  |                        |                  |
| Kósei Akaiši (JPN)    | 0-4 ST           | 11-24            | Randall Lewis (USA)    |                  |

## Finálové pořadí
1. Randall Lewis (USA)
2. Kósei Akaiši (JPN)
3. I Čong-kun (KOR)
4. Cris Brown (AUS)
5. Martin Herbster (FRG)
6. Antonio La Bruna (ITA)
7. Selman Kaygusuz (TUR)
8. Gérard Santoro (FRA)